# Magdalena Czarzyńska-Jachim

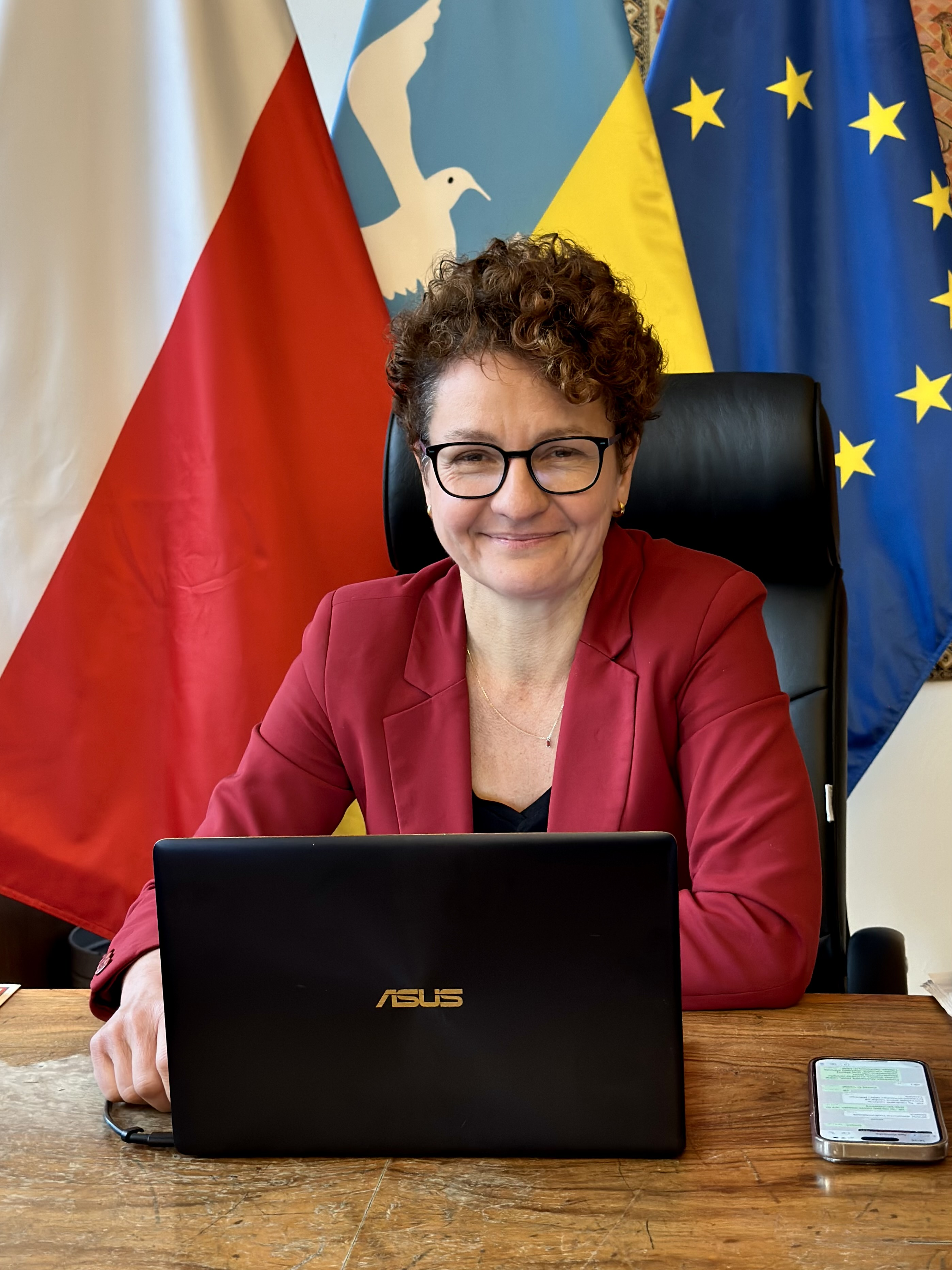
Magdalena Czarzyńska-Jachim, 20023

Magdalena Czarzyńska-Jachim (* 22. September 1972 in Danzig) ist seit 2023 Stadtpräsidentin von Sopot (deutsch Zoppot) in Polen.
Magdalena Czarzyńska-Jachim wuchs in Oliwa auf und absolvierte ein Studium der Geschichte an der Universität Danzig sowie Aufbaustudien an der Akademia Leona Koźmińskiego in Warschau und im Bereich Personalmanagement in Posen. Als Stipendiatin der französischen Regierung hatte sie die Universitäten Montpellier und Toulouse – Le Mirail besucht.
Czarzyńska-Jachim war mehrere Jahre Journalistin von Dziennik Bałtycki und leitete unter anderem die Sopoter Redaktion der Zeitung. Im Jahr 2006 wechselte sie nach der Geburt ihres zweiten Sohns zur Stadtverwaltung Sopot, wo sie zuletzt Pressesprecherin war und das Amt für Werbung und Kommunikation leitete. Nach dem Tod von Joanna Cichocka-Gula ernannte Jacek Karnowski sie im Oktober 2019 zur Vizepräsidentin der Stadt.
Am 22. Dezember 2023 wurde Czarzyńska-Jachim von Donald Tusk zur amtierenden Stadtpräsidentin ernannt. Sie folgte Lucjan Brudzyński, den Mateusz Morawiecki fünf Wochen zuvor zum amtierenden Stadtpräsident ernannt hatte, da Karnowski nach den Parlamentswahlen Mitglied des Sejm wurde. Bei den Selbstverwaltungswahlen im April 2024 kandidierte Czarzyńska-Jachim für Sopot dla Ciebie im Wahlbündnis Koalicja dla Sopotu und erhielt im ersten Wahlgang 59,27 Prozent der Stimmen. Sie wurde im Mai als Stadtpräsidentin vereidigt und stellte Michał Banacki und Magdalena Cieślik als Vizepräsidenten vor.